# Gommaar Gilliams
Gommaar Gilliams (Lier, 28 juni 1982) is een Belgisch kunstschilder.
Zijn werken zijn een combinatie van Amerikaans abstract expressionisme en figuratieve kunst, waarin verschillende stijlen door elkaar gebruikt worden. Kenmerkend is zijn gebruik van symbolen en motieven die gerelateerd zijn aan het collectieve geheugen. Hij ziet zijn schilderijen als een vorm van communicatie met de toeschouwer.
Gommaar Gilliams woont en werkt in Spalbeek (Hasselt).

## Jeugd, opleiding, beginjaren
Gommaar Gilliams werd geboren in een kunstminnend gezin uit Lier. Zijn beide ouders zijn kunsthistorici en zijn oom was de kunstenaar en striptekenaar Gommaar Timmermans, de zoon van Felix Timmermans. In zijn jeugd bezocht hij met zijn ouders musea, steden en paleizen in Italië, waar hij kennis maakte met de middeleeuwse kunst, die later een belangrijke invloed zou hebben op zijn werk.
Net zoals zijn broers koos Gommaar Gilliams na zijn middelbare studies niet voor een richting in de kunst. Hij ging “Grafische vorming - richting reclame” studeren aan de  Hogeschool Sint-Lukas Brussel (sinds 2012 LUCA School of Arts), waar hij in 2008 een masterdiploma in de reclame behaalde.
Tijdens deze opleiding kwam hij in contact met de Amerikaanse abstracte kunst en begon als autodidact zelf abstracte werken te schilderen. Het schilderen werd een passie en hij besloot om niet in de reclamewereld te gaan werken.

## Leraar Kunstonderwijs
Hij oefende enkele jobs uit zoals skater, diskjockey en werknemer in de horeca, maar besliste in 2009 om kunstleraar te worden in het deeltijds kunstonderwijs van de academie van Lier. Ondertussen kon hij zich verder ontwikkelen als autodidactisch kunstschilder. In 2009 kreeg hij bij Gallery Dessers-Beeck in Keerbergen voor het eerst een solotentoonstelling. Andere solo- en groepstentoonstellingen in België en in het buitenland volgden elkaar in snel tempo op.
In het kader van zijn beroep als leraar in het kunstonderwijs volgde hij enkele opleidingen aan het School of Arts PXL-MAD in Hasselt. Na zijn vereiste lerarendiploma in 2013 behaalde hij in 2016 zijn "Master in de Beeldende Kunsten, Schilderkunst".

## Doorbraak
Tijdens zijn masterstudie kreeg hij les van de kunstenaar Koen Van Den Broek, die zijn mentor werd. Door de tussenkomst Van Den Broek kreeg Gilliams in maart 2018 een solotentoonstelling in de De Buck Gallery in New York. Sofie Van de Velde stelde hem voor om een samenwerkingstraject aan te gaan. Door deze samenloop kwam de artistieke carrière van Gommaar Gilliams in 2018 in een stroomversnelling en werd hij nationaal en internationaal opgemerkt. Hij nam op regelmatige basis deel aan solo- en groepstentoonstellingen in België, Nederland, Frankrijk, Engeland, de Verenigde Staten en Zuid-Afrika, waaronder Investec Cape Town Art Fair, Art Brussels, Art Antwerp, Chicago Expo en de Biënnale van de Schilderkunst van de Leiestreek in het Mudel.

## Stijl en communicatie
Zijn werken zijn een combinatie van Amerikaans abstracte expressionisme en figuratieve elementen uit het collectieve geheugen en uit de kunst- en cultuurgeschiedenis. Hij beschikt over een eigen arsenaal van beeldtaal met allegorische symbolen en figuren zoals zwanen, baadsters, duikers, vogels, dieren, bootjes en middeleeuwse heraldiek met ridders en kastelen die hij in een eigen universum met nachtelijke sterrenhemelen en maansikkels of getextureerde flora zet. Gilliams streeft naar een voorstelling van een universele droomwereld waarin gemeenschappelijke emoties en verlangens de mensen met elkaar verbinden.
Net zoals zijn grote voorbeeld Cy Twombly wil hij met zijn schilderkunst een vorm van communicatie met de toeschouwer aangaan. In zijn schilderijen geeft hij de aanzet voor een verhaal en duwt de toeschouwer in de juiste richting om dit verhaal naar eigen aanvoelen verder af te maken. De titel is geen samenvatting van het onderwerp, maar een poëtisch symbool waarmee hij zijn respect voor de kunstgeschiedenis uitdrukt en de toeschouwer uitnodigt om het ook van die kant te bekijken. Er is geen sleutel noch boodschap in zijn werk aanwezig. De symbolen uit zijn beeldtaal- arsenaal hebben geen vaste betekenis. Door zich te beroepen op het collectief geheugen wil hij een soort van Aha-erlebnis bij de toeschouwer opwekken.
In zijn intensief creatieproces zoekt hij een manier om contrasterende elementen op een natuurlijke manier te combineren. De juiste kleur is een cruciaal element. Zijn stijl doet soms kinderlijk aan en vertoont fouten en onzuiverheden. Gilliams doet dit doelbewust om op deze wijze niet de nadruk te leggen op de weergave zelf, maar om beter te kunnen inspelen in op de emotie van de toeschouwer. Hij wil bewust sporen van het creatieproces in het werk nalaten. Hij gebruikt de meest uiteenlopende stijlen door elkaar. Door de gelaagde techniek zien de werken er verweerd uit waardoor ze een tijdloos karakter krijgen. Met deze wisselende stijlen, het speelse gebruik van materialen, hevige kleuren en texturen en de gelaagde structuur van de doeken wil hij het universele karakter van zijn werk benadrukken.

## Techniek
De opbouw van zijn werk is gelaagd. Hij maakt grote schilderijen met dikke lagen verf, ruimtelijke schilderijstructuren en “blankets”, een soort van geschilderde niet-opgespannen wandtapijten met een organische vorm. Al deze werken bestaan bestaan uit verschillende individuele doeken van onregelmatige vorm die hij aan en op elkaar naait om samen een geheel te vormen.
Hij  begint met een kleiner doek waarop hij een thema of verhaal bepaalt waaraan hij zijn globaal werk wil wijden. Elk volgend doek wordt rond het zelfde thema uitgewerkt, zonder dat het definitieve verhaal reeds aanwezig is. De losse doeken vormen de onderdelen die in de latere assemblage verschillende mogelijkheden bieden om een verhaal te maken.
Hij start elk doek met dikke lagen acrylverf die hij in het doek en de vezels laat indringen. De kleur zit hierdoor niet op het doek, maar in het doek. Hierop brengt hij zijn figuratieve elementen aan. Door de dikte van de lagen verf en het intrekken van de verf wordt het doek vervormd, wat zorgt voor een extra dimensie en een mystiek aspect.
In de volgende fase naait hij de doeken aan elkaar met een grove kruissteek. Deze kruissteek blijft zichtbaar in het globaal werk en loopt er als een knikkerbaan doorheen. Hierna gaat hij met olieverf en oliestift de verschillende doeken met elkaar in harmonie brengen door alle problemen die zich stellen op te lossen tot wanneer hij met het globale werk een coherente aanzet van een verhaal heeft bereikt dat strikt in balans is.

## Boek
In 2021 verscheen het kunstboek "Gommaar Gilliams" waarvan museumdirecteur en curator Wim Lammertijn de tekst schreef.

## Residenties
- 2019: The Cabin, La Brea Art Residency, Los Angeles[4]
- 2023: Fores Project Residency, Londen[12]
- 2022 en 2024: SMAC Gallery, Kaapstad (met een solotentoonstelling in de Celestial Garden in 2024)[10]

## Tentoonstellingen (selectie)[8]
2024
- 'Awake, Sleep, Gallery Sofie Van de Velde, Antwerpen
- 'Retracing Walkways', De Buck Gallery, Saint-Paul de Vence
- 'Celestial Garden', SMAC Gallery, Kaapstad
- 'The Ballad of my Lover's Boat', Arusha Gallery, Londen

2023
- The Cabin LA Presents: A Curated Flashback, Green Family Art Foundation, Dallas, Texas
- SP Arte, Nil Gallery, São Paulo[15][10]

2022
- Residency with SMAC Gallery, Kaapstad
- Gommaar Gilliams: Under Cassiopeia, De Buck Gallery, New York
- Biennale Van de Schilderkunst, MUDEL Museum Aan de Leie en de Stroom, Deinze
- Kunstenfestival Aardenburg, Aardenburg
- 'Sunkissed, Moonlit', Gallery Sofie Van de Velde, Antwerpen

2021
- 'If you were dreaming', De Buck Gallery, Saint-Paul-de-Vence
- 'What do you want?', Gallery Sofie Van de Velde, Antwerpen
- 'Fly me to the moon', NIL Gallery, Parijs

2020
- 'Only for you', ArtBorgloon, Borgloon[16]
- 'L'heure bleue', Gallery Sofie Van de Velde & PLUS-ONE Gallery, Antwerpen
- 'In the ballpark', Gallery Sofie Van de Velde, Antwerpen
- 'Always been told', De Buck Gallery, New York

2018
- 'Romeo's tune', Gallery Sofie Van de Velde, Antwerpen
- 'Jenny kissed me', De Buck Gallery, New York

2017
- 'In the Picture', Gallery Sofie Van de Velde, Antwerpen

2016
- 'Unblinking Devotion', Z33 Hasselt
- 'Gardening In The Night', Michiel Bandenzavel Gommaar Gilliams, PXL Gym, Hasselt

2015
- 100001(Nyckel)- Masters MAD- faculty PXL Hasselt[17]
- 'Trash' (curator: Koen Van Den Broek) en 'Works On Paper+1', Eastmen Gallery, Hasselt

2014
- 'Art The Hague', Eastmen Gallery, Den Haag
- 'Destination Unknown: paintings & drawings' en 'The Summer Collection', Eastmen Gallery, Hasselt[2]

2013
- 'Impulse, Multitude', Amerikalei 169, Antwerpen
- 'The joy of painting', VOKA provincie Limburg, Hasselt
- 'New Paintings', Gallery Dessers-Beeck, Keerbergen

2012
- 'Gommaar Gilliams en Indra Wolfaert' (duo-tentoonstelling) Gallery Dessers-Beeck, Keerbergen[18]

2009
- 'Brooklyn dwaasheid', Gallery Dessers-Beeck, Keerbergen[7]